# 大友喜助
大友 喜助（おおとも きすけ、1950年（昭和25年）10月21日 - ）は、日本の政治家。宮城県角田市長（3期）。

## 来歴
宮城県角田市出身。1975年（昭和50年）3月、東北福祉大学社会福祉学部卒業。同年4月、角田市役所に入庁。1995年（平成7年）3月、福島大学大学院地域政策科学研究科修士課程修了。
2008年（平成20年）7月27日に行われた角田市長選挙に無所属で出馬。3名の候補者との争いを制し初当選。8月10日、市長就任。
2012年（平成24年）、無投票で再選。
2016年（平成28年）、元市職員の新人を破り3選。
2021年、旭日小綬章受章。